# Frédéric VI de Souabe
Pour les articles homonymes, voir Frédéric VI et Frédéric de Hohenstaufen.
Frédéric VI, né Conrad en février 1167 à Modigliana et mort le 20 janvier 1191 près d'Acre, est un prince de la maison de Hohenstaufen, fils cadet de l'empereur Frédéric Barberousse et de sa seconde épouse Béatrice de Bourgogne. Après le décès de son frère aîné Frédéric V en 1170, il fut duc de Souabe jusqu'à sa mort.

## Biographie
Né lors d'une expédition militaire au cours de la longue lutte des guelfes et gibelins en Italie, Frédéric est le troisième fils de l'empereur Frédéric Barberousse et de Béatrice, fille du comte Renaud III de Bourgogne, et le frère du futur empereur Henri VI. Baptisé « Conrad » lors de sa naissance il est renommé « Frédéric » après la mort de son frère aîné Frédéric V lorsqu'il lui succède comme duc de Souabe en 1170, à l'âge de trois ans.

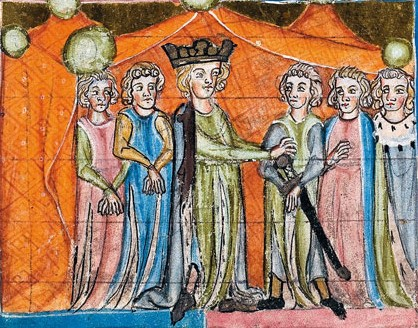
Présentation la fête de Mayence de 1184 (XIVe siècle).

L'empereur lui confère le pouvoir sur le duché de Souabe en 1179. Frédéric était fiancé en 1181 avec une fille du roi Valdemar Ier de Danemark, possiblement Ingeburge, la future épouse du roi Philippe II Auguste ; néanmoins, la jeune fille a été retournée après la montée sur le trône de son frère Knut VI. Lors de la fête de la cour de Mayence le 20 mai 1184 (Pentecôte), Frédéric VI et son frère Henri reçurent le titre de chevalier.
Le 27 mars 1188, Frédéric fit le vœu d'accompagner son père sur la troisième croisade. L'armée part à Ratisbonne le 11 mai 1189 ; en Hongrie, il se fiance à Constance, fille du roi Béla III. Après la mort de Frédéric Barberousse dans le fleuve Saleph (Göksu) en Petite-Arménie, le 10 juin 1190, il s'est mis en tête des forces impériales qui ont poursuivi leur campagne vers Antioche et Tripoli, et sont arrivées au siège d'Acre en octobre. Comme de nombreux frères d'armes, il meurt de la malaria aux portes de la ville occupée par les forces du sultan Saladin. Soigné par les frères de l'ordre teutonique dont il est l'un des premiers soutiens, il demande à être inhumé dans leur cimetière. Il ne laisse aucun descendant.

## Source
- Anthony Stokvis, Manuel d'histoire, de généalogie et de chronologie de tous les États du globe, depuis les temps les plus reculés jusqu'à nos jours, préf. H. F. Wijnman, éditions Brill Leyde 1890-1893, réédition 1966. Volume III, chapitre VIII et tableau généalogique no 87 « Généalogie des ducs de Souabe, II: Les Hohenstaufen » p. 219.